# أدريان ميفسود
أدريان ميفسود (بالإنجليزية: Adrian Mifsud)‏ هو مدرب كرة قدم ولاعب كرة قدم مالطي في مركز الهجوم، ولد في 11 ديسمبر 1974 في الرباط في المغرب. شارك مع منتخب مالطا لكرة القدم. أما مع النوادي، فقد لعب مع سلايما واندريرز ونادي فلوريانا ونادي هيبرنيانز.

## وصلات خارجية
- أدريان ميفسود على موقع قاعدة بيانات كرة القدم.إي يو (الإنجليزية)
- أدريان ميفسود على موقع ناشيونال فوتبول تيمز (الإنجليزية)